# 単極発電機

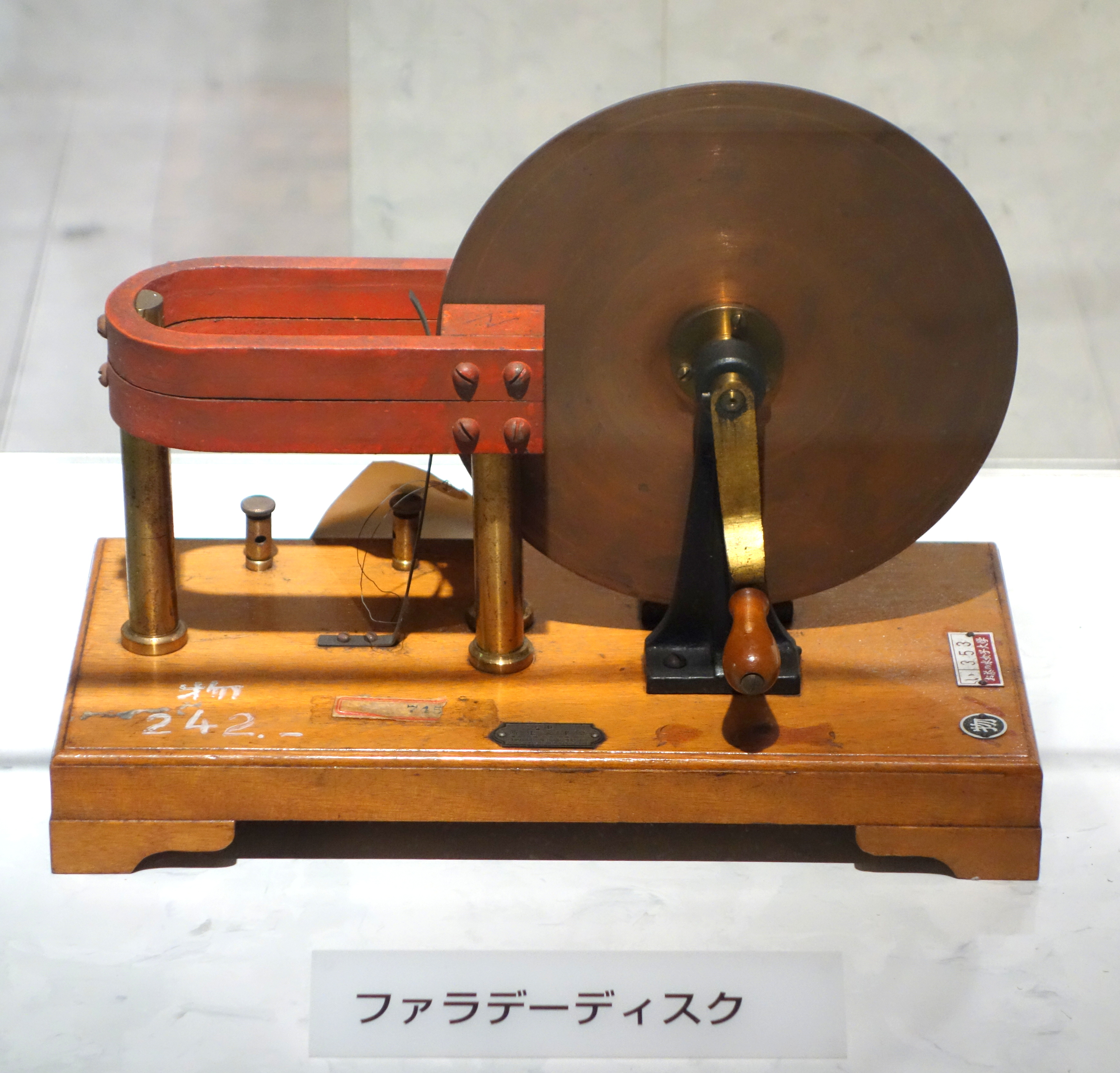
国立科学博物館で展示されるファラデーの単極発電機

単極発電機（英語: Homopolar generator）またはファラデーの円盤（英語: Faraday disc）は、運動エネルギーを電気エネルギーに変換する初期の発電機。

## 概要
U型の永久磁石の間に導電体の円盤を配置して回転すると円盤の中心と周縁部間に誘導起電力（電圧）が生じる。1831年に王立研究所のマイケル・ファラデーによって考案された。低電圧で大電流が必要な金属精錬などで用いられる。

## 文献
- パリティ編集委員会 編『続 間違いだらけの物理概念』丸善、1995年3月、123頁。ISBN 9784621040461。
- 青野 修、小出 昭一郎、大槻 義彦『物理学One Point-2　電場・磁場』共立出版、1979年1月、62,81頁。ISBN 9784320031470。
- 中川雅仁「単極モーターの動作原理」『日本物理教育学会誌「物理教育」』第2号、2007年、141-144頁。
- 霜田光一「やさしくて難しい電磁気の実験」『パリティ』第12号、1989年12月、80-83頁。
- 「モーター進化の百年」『大人の科学マガジン』、学研、2008年9月30日、ISBN 978-4056052763。
- 逆瀬川皓一朗『エレクトロニクスライフ』、日本放送出版協会、1994年6月号78-79。
- 逆瀬川皓一朗『エレクトロニクスライフ』、日本放送出版協会、1994年10月号65-74。